# George Lynch (cestista)
George DeWitt Lynch III (Roanoke, 3 settembre 1970) è un ex cestista, allenatore di pallacanestro e dirigente sportivo statunitense, professionista nella NBA.

## Carriera
È stato selezionato dai Los Angeles Lakers al primo giro del Draft NBA 1993 (12ª scelta assoluta).
Con gli Stati Uniti ha disputato le Universiadi di Sheffield 1991.

## Statistiche

### College
| Anno       | Squadra             | PG  | PT  | MP   | TC%  | 3P%  | TL%  | RP  | AP  | PRP | SP  | PP   |
| ---------- | ------------------- | --- | --- | ---- | ---- | ---- | ---- | --- | --- | --- | --- | ---- |
| 1989-1990  | N. Carol. Tar Heels | 34  | 5   | 19,5 | 52,1 | 33,3 | 66,3 | 5,4 | 1,0 | 1,1 | 0,4 | 8,6  |
| 1990-1991  | N. Carol. Tar Heels | 35  | 28  | 26,1 | 52,3 | 70,0 | 63,0 | 7,4 | 1,2 | 1,4 | 0,4 | 12,5 |
| 1991-1992  | N. Carol. Tar Heels | 33  | 32  | 29,8 | 53,9 | 12,5 | 64,9 | 8,8 | 2,6 | 2,0 | 0,3 | 13,9 |
| 1992-1993† | N. Carol. Tar Heels | 38  | 37  | 30,2 | 50,1 | 18,2 | 66,7 | 9,6 | 1,9 | 2,3 | 0,6 | 14,7 |
| Carriera   | Carriera            | 140 | 102 | 26,5 | 51,9 | 34,4 | 65,1 | 7,8 | 1,7 | 1,7 | 0,4 | 12,5 |

### NBA

#### Regular Season
| Anno      | Squadra             | PG  | PT  | MP   | TC%  | 3P%  | TL%  | RP  | AP  | PRP | SP  | PP  |
| --------- | ------------------- | --- | --- | ---- | ---- | ---- | ---- | --- | --- | --- | --- | --- |
| 1993-1994 | L.A. Lakers         | 71  | 46  | 24,8 | 50,8 | 0,0  | 59,6 | 5,8 | 1,4 | 1,4 | 0,4 | 9,6 |
| 1994-1995 | L.A. Lakers         | 56  | 15  | 17,0 | 46,8 | 14,3 | 72,1 | 3,3 | 1,1 | 0,9 | 0,2 | 6,1 |
| 1995-1996 | L.A. Lakers         | 76  | 6   | 13,3 | 43,0 | 30,8 | 66,3 | 2,8 | 0,7 | 0,6 | 0,1 | 3,8 |
| 1996-1997 | Vancouver Grizzlies | 41  | 27  | 25,8 | 47,1 | 25,8 | 61,9 | 6,4 | 1,9 | 1,5 | 0,4 | 8,3 |
| 1997-1998 | Vancouver Grizzlies | 82  | 0   | 18,2 | 48,1 | 30,0 | 70,3 | 4,4 | 1,5 | 0,8 | 0,5 | 7,5 |
| 1998-1999 | Philadelphia 76ers  | 43  | 43  | 30,6 | 42,1 | 39,1 | 63,1 | 6,5 | 1,8 | 2,0 | 0,5 | 8,3 |
| 1999-2000 | Philadelphia 76ers  | 75  | 75  | 32,2 | 46,1 | 41,7 | 61,7 | 7,8 | 1,8 | 1,6 | 0,5 | 9,6 |
| 2000-2001 | Philadelphia 76ers  | 82  | 80  | 32,3 | 44,5 | 26,3 | 71,9 | 7,2 | 1,7 | 1,2 | 0,4 | 8,4 |
| 2001-2002 | Charlotte Hornets   | 45  | 18  | 19,8 | 36,9 | 16,7 | 62,5 | 4,1 | 1,2 | 0,9 | 0,3 | 3,8 |
| 2002-2003 | N.O. Hornets        | 81  | 32  | 18,5 | 40,9 | 35,4 | 55,4 | 4,4 | 1,3 | 0,8 | 0,2 | 4,5 |
| 2003-2004 | N.O. Hornets        | 78  | 51  | 21,8 | 39,7 | 30,9 | 66,7 | 4,0 | 1,5 | 0,6 | 0,2 | 4,8 |
| 2004-2005 | N.O. Hornets        | 44  | 27  | 21,2 | 36,0 | 29,7 | 73,9 | 4,0 | 2,0 | 0,7 | 0,3 | 3,7 |
| Carriera  | Carriera            | 774 | 420 | 22,8 | 44,6 | 30,6 | 65,2 | 5,0 | 1,4 | 1,1 | 0,3 | 6,6 |

#### Playoffs
| Anno     | Squadra            | PG | PT | MP   | TC%  | 3P%  | TL%  | RP  | AP  | PRP | SP  | PP  |
| -------- | ------------------ | -- | -- | ---- | ---- | ---- | ---- | --- | --- | --- | --- | --- |
| 1995     | L.A. Lakers        | 10 | 0  | 13,6 | 46,9 | 20,0 | 65,0 | 3,0 | 0,7 | 0,8 | 0,0 | 4,4 |
| 1996     | L.A. Lakers        | 2  | 0  | 7,5  | 50,0 | 0,0  | -    | 1,5 | 0,5 | 0,0 | 0,0 | 2,0 |
| 1999     | Philadelphia 76ers | 8  | 6  | 31,1 | 44,6 | 33,3 | 70,6 | 6,6 | 2,0 | 2,3 | 0,3 | 9,0 |
| 2000     | Philadelphia 76ers | 10 | 10 | 29,3 | 33,8 | 14,3 | 77,8 | 7,1 | 1,4 | 0,9 | 0,5 | 5,9 |
| 2001     | Philadelphia 76ers | 10 | 8  | 22,2 | 48,0 | 0,0  | 64,3 | 5,1 | 1,2 | 1,3 | 0,2 | 5,7 |
| 2002     | Charlotte Hornets  | 9  | 7  | 31,8 | 49,2 | 33,3 | 69,2 | 8,4 | 1,6 | 1,1 | 0,7 | 7,7 |
| 2003     | N.O. Hornets       | 6  | 3  | 27,2 | 42,9 | 27,8 | 25,0 | 6,2 | 1,7 | 1,0 | 0,8 | 7,0 |
| 2004     | N.O. Hornets       | 7  | 7  | 21,0 | 43,9 | 25,0 | 62,5 | 5,3 | 1,7 | 0,4 | 0,4 | 8,3 |
| Carriera | Carriera           | 62 | 41 | 24,4 | 43,9 | 25,0 | 67,0 | 5,8 | 1,4 | 1,1 | 0,4 | 6,5 |

## Palmarès
- McDonald's All-American Game (1989)
- Campione NCAA (1993)